# If You Wanna Have Some Fun
If You Wanna Have Some Fun este un cântec interpretat de formația de origine britanică Spice Girls și inclus în albumul Forever. S-a plănuit ca acesta să fie al doilea single al albumului însă a devenit al treilea.